# Daniel Sorano
Daniel Sorano est un acteur français né le 14 décembre 1920 à Toulouse et mort le 17 mai 1962 à Amsterdam (Pays-Bas).

## Biographie
Daniel Sorano est le fils de Gabriel Sorano, greffier en chef à la cour d’appel de Dakar, et de Marie Michas, descendante de la signare (du portugais senhora : jeunes femmes noires ou métisses, de la Petite-Côte du Sénégal, dans les comptoirs de Rufisque, Gorée et Saint-Louis jusqu'au milieu du XIXe siècle) Marianne Blanchot, elle-même fille de François Blanchot, gouverneur du Sénégal.
Il fait partie de la grande génération du Théâtre national populaire (TNP) au festival d'Avignon et joue aux côtés de Gérard Philipe, Jean-Pierre Darras, Georges Wilson, Jean Topart, Philippe Noiret, Michel Galabru, Bernard Blier ou encore Maria Casarès. Luchino Visconti le met en scène aux côtés de Romy Schneider et Alain Delon dans Dommage qu’elle soit une putain.

### Les débuts
Plusieurs fois diplômé du conservatoire de Toulouse en théâtre comme en chant, Daniel Sorano y rencontrera sa femme Suzanne Deilhes. Débouté par le conservatoire de chant, qui préfère le voir à la comédie, il intègre la troupe du Grenier de Toulouse en 1945. Maurice Sarrazin le met en scène dans Le Carthaginois qui remportera le Concours des Jeunes compagnies. Il y côtoiera Simone Turck, Pierre Mirat, André Thorent, Maurice Germain ou encore Jean Bousquet. Les critiques de l’époque le remarquèrent pour un rôle muet, celui de Biondello dans La Mégère apprivoisée de Shakespeare. Chaque soir il s’attache les oreilles avec du fil de pêche et mange trois pommes sur scène en roulant des yeux. La performance fit grand bruit à l’époque.

### Jean Vilar
En 1952, il intègre le TNP aux côtés de Jean Vilar qui lui demandera de reprendre le rôle de La Flèche dans L'Avare. Le soir après la première, Jean Vilar se retrouvait dans les loges près de Daniel. Il explique qu’il n’avait pas surveillé le rôle de Daniel Sorano et il lui glisse à l’oreille « Ce soir, j’ai appris comment on jouait Molière. »
La même année, il interprète La Flèche dans l'Avare puis Sorostrata pour La Nouvelle Mandragore (de Jean Vauthier). En 1953, il est Sganarelle dans Dom Juan, Giomo dans Lorenzaccio, Monsieur Robert dans Le Médecin malgré lui ainsi que le premier officier dans Le Prince de Hombourg et le citoyen Ergo dans La mort de Danton. Il est le duc D'York dans Richard II en 1954, l'aumônier de Mère Courage et ses enfants, don César de Bazan dans Ruy Blas et dans Macbeth il est portier. Cette dernière interprétation, à l'image de Biondello, marquera beaucoup les esprits par un jeu visuel.
En 1955, Jean Vilar lui demande de mettre en scène L'Étourdi dans lequel il sera Mascarille, cette même année il est Joshua Farnaby dans Marie Tudor et Arlequin dans Le Triomphe de l'amour. Il sera enfin Figaro dans Le Mariage de Figaro en 1956, Ivan Triletski dans Ce fou de Platonov et Argan dans Le Malade imaginaire dont il sera le metteur en scène. Daniel Sorano était alors considéré comme un acteur « moliéresque » très apprécié en Scapin, Sganarelle ou Mascarille.
Peu à peu, le cinéma lui fait les yeux doux et, après sa consécration pour Cyrano de Bergerac, les rôles se succèdent.

### «Sorano de Bergerac»
C'est sous le surnom de « Sorano de Bergerac » que l'on parle de Daniel Sorano quand il joue le personnage de Cyrano de Bergerac pour Claude Barma et la RTF en 1960. Françoise Christophe est Roxane, Michel Le Royer est Christian de Neuvillette, Jean Topart joue Le Bret, Michel Galabru joue Ragueneau, Philippe Noiret, Lignière, et Jean Deschamps, le comte de Guiche. Considérée comme une référence, son interprétation du héros d'Edmond Rostand est l'une des plus notables. Sorano portait un nez postiche créé par Jean Saintout, le père de la poupée Isabelle.
De 1945 à 1962, Sorano joue dans 44 pièces de théâtre différentes. Il faut inclure dans ce total les 16 pièces interprétées avec le TNP dans la cour du Palais des Papes (1 100 représentations). Il joue les grands classiques comme des créations de son époque. Il fait, durant ces mêmes années, 16 enregistrements de 45 tours, plus de 90 enregistrements pour la radio. Infatigable en apparence, Daniel Sorano meurt alors qu'il cumulait un tournage et deux pièces de théâtre en alternance entre Paris et Amsterdam.
Sa mort survient après le tournage de la dernière scène du film Le Scorpion de Serge Hanin où il joue Peter Carl et alors qu'il vient de signer pour jouer dans Le Guépard de Luchino Visconti. Cette mort suscita d'ailleurs la polémique, sa chemise étant couverte de faux sang pour les besoins du film.[réf. nécessaire] Il est inhumé à Pernes-les-Fontaines en costume. Plus tard, sa famille fit changer le costume, suivant les dernières volontés du défunt. Lors d'une interview, Daniel Sorano avait en effet émis le souhait d'être, à la manière de son ami Gérard Philipe, enterré vêtu du costume de Cyrano et avec son épée. Sa femme conserva néanmoins le chapeau et la prothèse nasale du film.

### Vie privée
Il était marié avec la chanteuse d'opérette Suzanne Deilhes Sorano, dont il a trois enfants.

## Théâtre
- 1952 : L'Avare de Molière, mise en scène Jean Vilar, TNP Théâtre de Chaillot, Festival d'Avignon
- 1953 : Dom Juan de Molière, mise en scène Jean Vilar, TNP Festival d'Avignon
- 1953 : La Tragédie du roi Richard II de William Shakespeare, mise en scène Jean Vilar, TNP Festival d'Avignon
- 1953 : Le Médecin malgré lui de Molière, mise en scène Jean-Pierre Darras, TNP Festival d'Avignon
- 1954 : Ruy Blas de Victor Hugo, mise en scène Jean Vilar, TNP Théâtre de Chaillot
- 1954 : Le Prince de Hombourg d'Heinrich von Kleist, mise en scène Jean Vilar, TNP Festival d'Avignon
- 1954 : Macbeth de William Shakespeare, mise en scène Jean Vilar, TNP Festival d'Avignon
- 1955 : L'Étourdi de Molière, mise en scène Daniel Sorano, Théâtre Montansier
- 1955 : Marie Tudor de Victor Hugo, mise en scène Jean Vilar, TNP Festival d'Avignon
- 1956 : Le Mariage de Figaro de Beaumarchais, mise en scène Jean Vilar, TNP Festival d'Avignon
- 1956 : Le Prince de Hombourg d'Heinrich von Kleist, mise en scène Jean Vilar, TNP Festival d'Avignon
- 1956 : Macbeth de William Shakespeare, mise en scène Jean Vilar, TNP Festival d'Avignon
- 1956 : Ce Fou de Platonov d'Anton Tchekhov, mise en scène Jean Vilar, Festival de Bordeaux, TNP
- 1957 : Le Malade imaginaire de Molière, mise en scène Daniel Sorano, TNP Théâtre de Chaillot
- 1957 : Le Mariage de Figaro de Pierre-Augustin Caron de Beaumarchais, mise en scène Jean Vilar, TNP Festival d'Avignon
- 1959 : Le Carthaginois d'après Plaute, mise en scène Daniel Sorano, Théâtre du Vieux-Colombier
- 1960 : Rosa la Rose d'Ange Bastiani, mise en scène Michel de Ré, Théâtre des Capucines
- 1960 : Hamlet de William Shakespeare, mise en scène Claude Barma, Grand Théâtre de la Cité Carcassonne
- 1960 : Dom Juan de Molière, mise en scène Jean Deschamps, Grand Théâtre de la Cité Carcassonne
- 1960 : Le Mariage de Figaro de Pierre-Augustin Caron de Beaumarchais, mise en scène Jean Deschamps, Festival de Fréjus
- 1961 : Dommage qu'elle soit une putain de John Ford, mise en scène Luchino Visconti, Théâtre de Paris
- 1961 : Le Marchand de Venise de William Shakespeare, mise en scène Marguerite Jamois, Odéon-Théâtre de France
- 1962 : L'Orestie d'Eschyle, mise en scène Jean-Louis Barrault, Odéon-Théâtre de France

## Filmographie

### Cinéma
- 1949 : Vendetta en Camargue de Jean Devaivre
- 1951 : Trois Vieilles Filles en folie d'Émile Couzinet
- 1951 : Ce coquin d'Anatole d'Émile Couzinet : Anatole
- 1951 : Buridan, héros de la Tour de Nesle d'Émile Couzinet
- 1952 : Quand te tues-tu ? d'Émile Couzinet
- 1953 : Alerte au Sud de Jean Devaivre
- 1954 : Après vous, duchesse de Robert de Nesle
- 1955 : Les Grandes Manœuvres de René Clair : le maître d'armes
- 1956 : Les Truands de Carlo Rim
- 1958 : La Fille de Hambourg d'Yves Allégret
- 1958 : Le vent se lève d'Yves Ciampi
- 1959 : Recours en grâce de László Benedek
- 1959 : Marche ou crève de Georges Lautner
- 1960 : Arrêtez les tambours de Georges Lautner : le chef des maquisards
- 1960 : Les Magiciennes de Serge Friedman
- 1960 : On vous parle de Jean Cayrol et Claude Durand, court métrage : narrateur
- 1961 : Les Trois Mousquetaires de Bernard Borderie, en 2 époques : 
  - Les Ferrets de la Reine : le cardinal de Richelieu
  - La Vengeance de Milady
- 1962 : Le Scorpion  de Serge Hanin : Peter Carl

### Télévision

#### Pièces de théâtre filmées pour la RTF
- 1959 : Macbeth, de Claude Barma (TV) : Macbeth
- 1959 : Hamlet, prince de Danemark de Claude Barma : le roi Claudius
- 1960 : Cyrano de Bergerac de Claude Barma : Cyrano de Bergerac
- 1962 : Othello de Claude Barma : Othello

#### Téléfilms
- 1954 : La Nuit d'Austerlitz de Stellio Lorenzi : Nestor Burma
- 1954 : Volpone de Stellio Lorenzi : Mosca
- 1956 : La Belle Hélène de Stellio Lorenzi : Calchas
- 1957 : L'Ingénue de Madrid de François Chatel avec Michel Piccoli
- 1959 : Les Trois Mousquetaires de Claude Barma : Porthos
- 1959 : L'Ancre de miséricorde de François Gir : Jean de La Sorgue
- 1959 : Constantin roi des jardiniers court-métrage de Guy Lessertisseur : Constantin
- 1960 : Arden de Faversham de Marcel Bluwal : Blackwill

## Hommages
Un prix Daniel-Sorano a été créé, remis par l’Académie des arts et des sciences de Toulouse. Philippe Caubère a notamment reçu cette distinction. 
Le souvenir de l'acteur survit notamment par de nombreux théâtres et salles qui portent son nom. La troupe de théâtre Daniel Sorano compta Tchéky Karyo dans ses rangs. La scène nationale du Sénégal à Dakar est le théâtre national Daniel-Sorano puisqu'il avait des origines sénégalaises. Le théâtre municipal de Toulouse est Le Sorano. À Vincennes, dans le Val-de-Marne, l'Espace Daniel-Sorano est un lieu culturel pluridisciplinaire.
Le collège de Pins-Justaret, dans l'académie de Toulouse, porte son nom.